# IHL 1945/46
Die Saison 1945/46 war die erste reguläre Saison der International Hockey League. Während der regulären Saison bestritten die vier Teams jeweils 15 Spiele. In den Play-offs setzte sich der Detroit Auto Club durch und gewann den ersten Turner Cup in seiner Vereinsgeschichte.

## Reguläre Saison

### Abschlusstabelle
Abkürzungen: GP = Spiele, W = Siege, L = Niederlagen, T = Unentschieden, OTL = Niederlage nach Overtime, GF = Erzielte Tore, GA = Gegentore, Pts = Punkte
|                            | GP | W | L  | T | GF | GA | Pts |
| -------------------------- | -- | - | -- | - | -- | -- | --- |
| Detroit Bright’s Goodyears | 15 | 9 | 3  | 3 | 90 | 70 | 21  |
| Windsor Gotfredsons        | 15 | 8 | 4  | 3 | 90 | 72 | 19  |
| Detroit Auto Club          | 15 | 8 | 7  | 0 | 82 | 81 | 16  |
| Windsor Spitfires          | 15 | 1 | 12 | 2 | 50 | 89 | 4   |

## Turner-Cup-Playoffs
|  | Turner-Cup-Halbfinale | Turner-Cup-Halbfinale      | Turner-Cup-Halbfinale |  |  | Turner-Cup-Finale | Turner-Cup-Finale          | Turner-Cup-Finale |
|  |                       |                            |                       |  |  |                   |                            |                   |
|  |                       |                            |                       |  |  |                   |                            |                   |
|  | 1                     | Detroit Bright’s Goodyears |                       |  |  |                   |                            |                   |
|  |                       | Freilos                    |                       |  |  |                   |                            |                   |
|  |                       |                            |                       |  |  | 1                 | Detroit Bright’s Goodyears | 1                 |
|  |                       |                            |                       |  |  | 3                 | Detroit Auto Club          | 2                 |
|  | 2                     | Windsor Gotfredsons        | 1                     |  |  |                   |                            |                   |
|  | 3                     | Detroit Auto Club          | 1*                    |  |  |                   |                            |                   |
|  |                       |                            |                       |  |  |                   |                            |                   |

## Vergebene Trophäen
Mannschaftstrophäen
| Auszeichnung                                          | Team                       |
| ----------------------------------------------------- | -------------------------- |
| Turner Cup Gewinner der IHL-Playoffs                  | Detroit Auto Club          |
| J. P. McGuire Trophy Bestes Team der regulären Saison | Detroit Bright’s Goodyears |